# Haut barrage d'Assouan
Pour les articles homonymes, voir Barrages d'Assouan.
Le haut barrage d'Assouan, aussi appelé barrage d'Assouan, en arabe السد العالي, translittéré en as-Sad al-'Aly, est un barrage hydroélectrique construit entre 1960 et 1970, à sept kilomètres en amont de l'ancien barrage d'Assouan, et environ dix kilomètres de la ville d'Assouan, sur le Nil en Haute-Égypte. Considéré comme l'un des plus importants au monde, sa capacité de retenue est 169 milliards de mètres cubes d'eau.

## Historique
Il a été construit en complément de l'ancien barrage d'Assouan (lui-même surélevé deux fois) qui ne donnait pas satisfaction en matière d'efficacité et de sécurité. Ce dernier est toutefois toujours en fonctionnement et continue de produire de l'énergie hydroélectrique.
Avant la construction de ce barrage, le Nil inondait chaque été les plaines fertiles de la vallée, en raison de l'affluence d'eaux provenant de toute l'Afrique de l'Est. Ces inondations apportaient des nutriments et des minéraux (limon) qui rendaient fertile le sol de la vallée du Nil et permettaient l'agriculture. Mais l'augmentation de la population dans la vallée rendait nécessaire le contrôle des eaux pour protéger les installations agricoles et les exploitations de coton. Les années de « grandes crues », des récoltes entières étaient perdues, alors que les années où la crue était moindre, la population souffrait de la sécheresse et de famine. Le but de ce projet était de réguler les crues, de produire de l'électricité pour le pays, et de constituer un réservoir d'eau pour l'agriculture.

## Conception
En 1954, le premier ministre égyptien Gamal Abdel Nasser amorce ce projet avec pour objectifs de rendre l’eau disponible tout au long de l’année, d’étendre les surfaces irriguées, d’améliorer la navigation sur le fleuve et de produire de l’électricité. Il permettra également d'atténuer les dégâts engendrés par des inondations ou des sécheresses.
Nasser demande d'abord une aide financière à la Banque internationale pour la reconstruction et le développement (BIRD) et une aide technique aux États-Unis et à la Grande-Bretagne qui, dans un premier temps, acceptent d'aider à sa construction, moyennant un prêt de 270 millions de dollars de leur part. Mais le projet est annulé en juillet 1956, notamment en raison du puissant lobby américain du coton qui voyait dans le coton égyptien irrigué grâce au barrage l'arrivée d'un concurrent. Un contrat d'armement secret avec l'URSS (transitant par la Tchécoslovaquie) et la reconnaissance par l'Égypte de la République populaire de Chine sont d'autres raisons probables, avancées par les historiens, alors que l'Égypte fait partie du mouvement des non-alignés. Enfin, les États-Unis, arguant officiellement que l'aide financière ne peut se faire en raison de la situation instable de l'économie égyptienne, tentent un coup de poker pour obtenir le ralliement de Nasser au camp occidental. Peu après, Nasser nationalise le canal de Suez, dans l'objectif de financer le barrage par les frais de passage. Cet épisode donne lieu à la crise du canal de Suez, qui se termine par l'ordre de l'ONU à la France, la Grande-Bretagne et Israël d'évacuer le territoire égyptien, et donc par la victoire de Nasser. Aussi pour construire ce barrage, l'Égypte s'allie avec l'Union soviétique et Nasser se tourne vers ce pays, qui assume un tiers de la construction et fournit environ 2 000 experts et techniciens.

## Construction

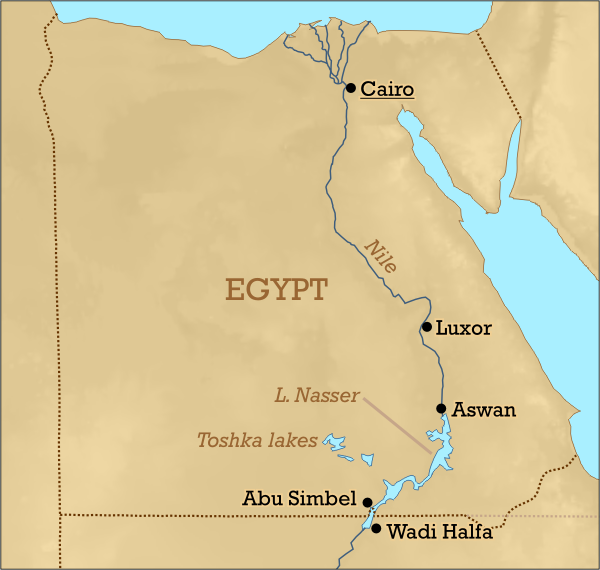
Assouan sur le Nil au nord du lac Nasser

Sa construction dure environ onze ans, à partir de 1960, et mobilise quelque 36 000 travailleurs et ingénieurs. Construit 6 km en amont de l'ancien barrage d'Assouan, c'est un gigantesque ouvrage de 42,7 millions de m3, long de 3 800 mètres, épais de 980 mètres à sa base et quarante mètres à son sommet et haut de cent-onze mètres. Au maximum, 11 000 m3 d'eau peuvent passer chaque seconde au travers des vannes du barrage. De plus, en cas d'urgence, 5 000 m3 par seconde peuvent être évacués par le canal Toshka reliant le réservoir à la dépression Toshka. Le réservoir constitue le lac Nasser, d'une capacité de retenue de 157 km3 d'eau, long d'environ 550 km sur 10 km de large en moyenne (35 km au maximum), sur une superficie de 6 500 km2 (soit une superficie comprise entre celle du Luxembourg 2 600 km2 et celle de la Corse 8 700 km2.
Le barrage contient douze générateurs électriques de 175 mégawatts chacun, développant une puissance totale de 2,1 gigawatts. L'exploitation électrique commence en 1967. Quand le barrage atteint pour la première fois sa production électrique maximum, il produisait alors la moitié de l'électricité égyptienne (et encore 15 % en 1998) et permit de relier la plupart des villages égyptiens au réseau électrique pour la première fois. Les effets des dangereuses crues de 1964 et de 1973 et les sécheresses menaçantes de 1972–73 et 1983–84 purent être atténués. Une nouvelle industrie liée à la pêche s'est développée autour du lac Nasser, en dépit de son éloignement problématique des marchés.

## Bienfaits

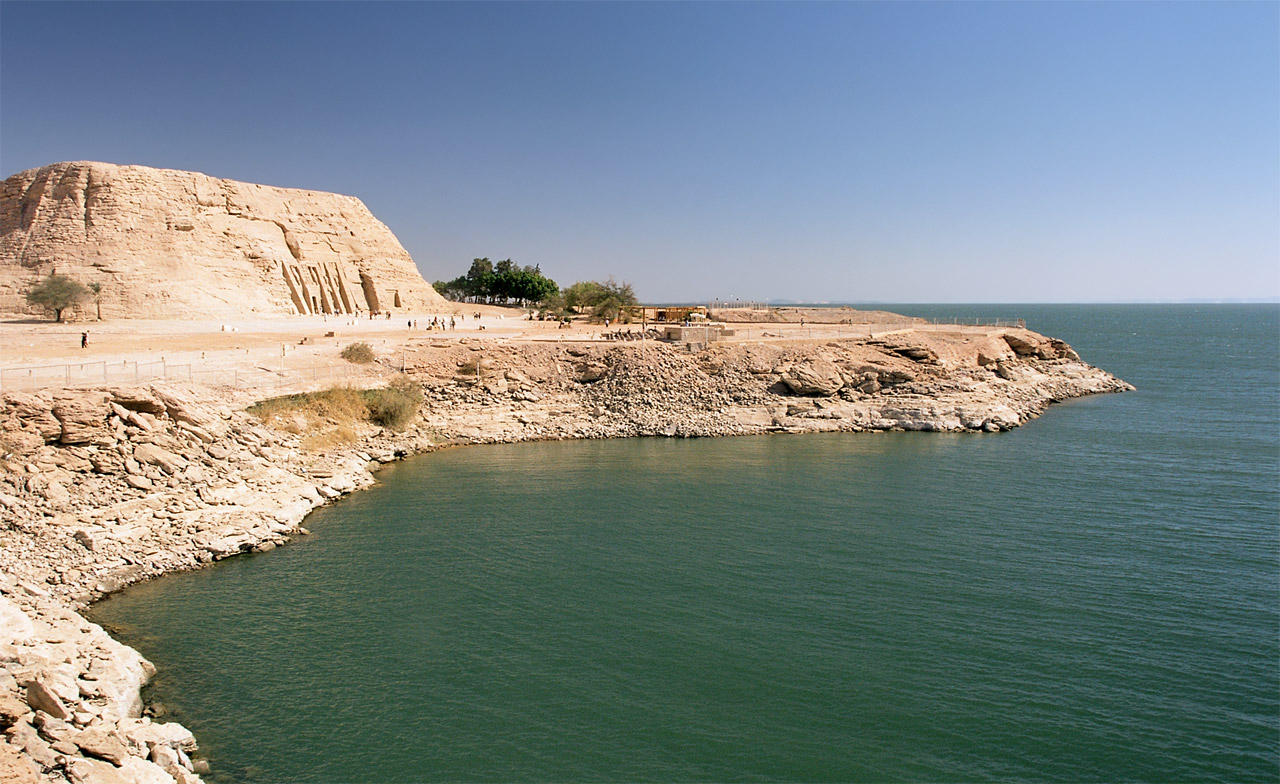
Temples d'Abou Simbel du pharaon Ramsès II, déplacés dans les années 1960 au bord du lac Nasser pour ne pas être inondés par les eaux du barrage d'Assouan.

Le Haut barrage d'Assouan, en plus d'alimenter le pays en eau et en électricité, remplit aujourd'hui encore pleinement sa mission de régulation des crues du Nil. L'irrigation des terres est possible toute l'année, entraînant une hausse des rendements agricoles notamment par la possibilité d'une double récolte. La navigation s'en est également trouvée facilitée.

## Problèmes environnementaux
L'édification de ce barrage, n'ayant pas été précédée d'études approfondies sur ses répercussions, devait surtout servir la propagande soviétique et renforcer la popularité du président égyptien Nasser. Ainsi de nombreuses problématiques ont été ignorées, bouleversant l'environnement local et entraînant parfois des pertes irréversibles :
- Les temples d'Abou Simbel, construits sous le règne du pharaon Ramsès II, ainsi que ceux situés sur l'île de Philæ ont été déplacés dans les années 1960 pour ne pas être inondés par les eaux du barrage d'Assouan, mais des dizaines de sites archéologiques, dûment répertoriés depuis des décennies et encore en cours d'étude, ont été définitivement inondés et perdus pour l'Histoire de l'Égypte antique. C'est notamment le cas des forteresses égyptiennes de Nubie à Bouhen et Mirgissa.
- Un ver du groupe des acœlomates nommé bilharzie (la bilharziose : mise en évidence en 1851 en Égypte par Theodor Bilharz), cette parasitose a connu un développement accru par la multiplication des étendues d'eaux stagnantes due aux bouleversements des paramètres hydrauliques du Nil et provoque des maladies (parasites d'organes – reins, vessie, foie, rate – provoquant des hémorragies), souvent mortelles. L'épidémie de fièvre de la vallée du Rift observée en Égypte en 1977 est très probablement elle aussi due à la prolifération d'insectes autour du barrage[4].
- L'érosion et l'apport des limons ne sont plus équilibrés, ce qui entraîne la modification géologique du delta du Nil. Le Nil coule plus vite qu'auparavant et érode son lit à raison d'1,7 cm par an.
- L'eau salée pénètre de façon plus importante dans les terres proches du delta, et la nappe phréatique remonte.
- Le limon fertilisateur est retenu par le barrage, ce qui entraîne sa sédimentation ainsi que le recours des agriculteurs aux engrais chimiques.
- Le barrage se situant dans un climat aride, l'eau s'évapore très vite. L'estimation de la masse d'eau qui s’évapore annuellement est de douze milliards de mètres cubes, soit 14 % du débit du Nil.
- Le débit du Nil étant amoindri à cause de plus grandes surfaces d'évaporation et d'irrigation, le contre-courant à l'embouchure du canal de Suez qui limitait les échanges d'eaux et de faunes entre mer Méditerranée et mer Rouge est affaibli. L'apparition de nouvelles espèces invasives passant par le canal de Suez pour rejoindre la Méditerranée a ainsi augmenté de manière significative depuis la construction du barrage[5].
- Ayant de l'eau à profusion, les agriculteurs ne font guère attention aux quantités qu'ils utilisent, favorisant un phénomène de sur-irrigation qui, en plus du gaspillage, crée à son tour différents problèmes : inégalité d'accès à l'eau, élévation du niveau de la nappe phréatique, salinisation et érosion des sols[6].

## Conséquences sur la population indigène
La construction de ce barrage a également eu de lourdes conséquences pour la population locale nubienne. Ses terres ayant été noyées par la montée des eaux du Haut barrage d'Assouan, celle-ci a été contrainte par les autorités égyptiennes de s'exiler vers des terres plus reculées et souvent arides, sans accès au Nil ni aux infrastructures médicales. Cet exil a entraîné une diaspora des Nubiens, à présent disséminés à travers le monde et avec eux leur héritage culturel,.

## Photos

Barrage d'Assouan
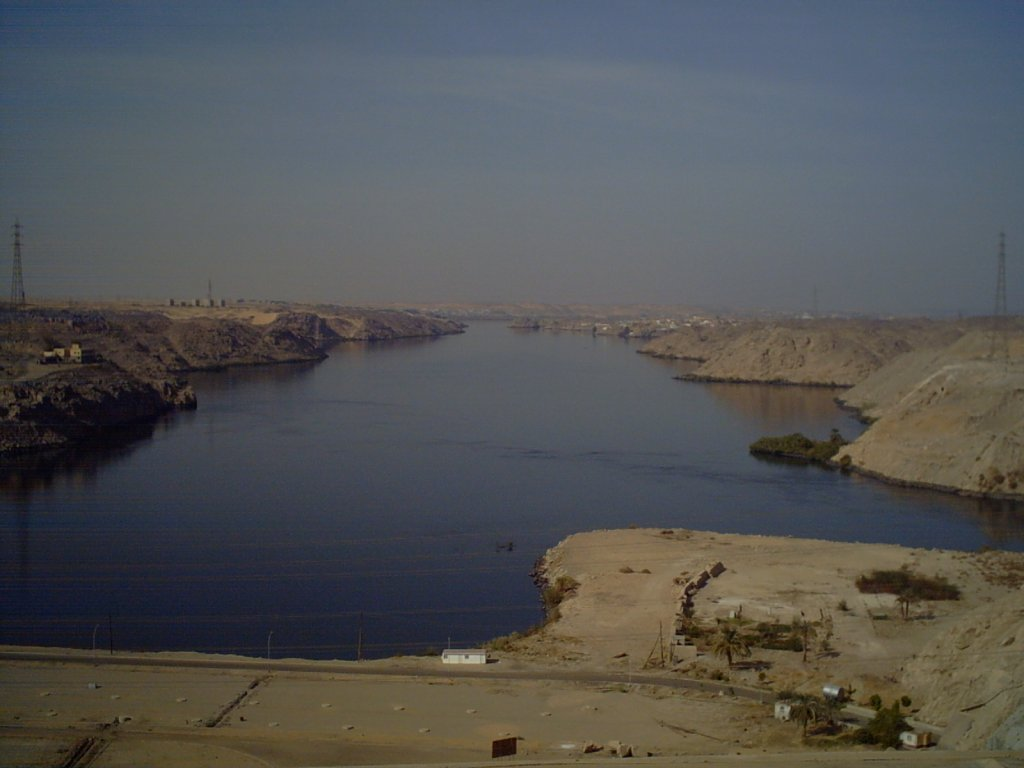
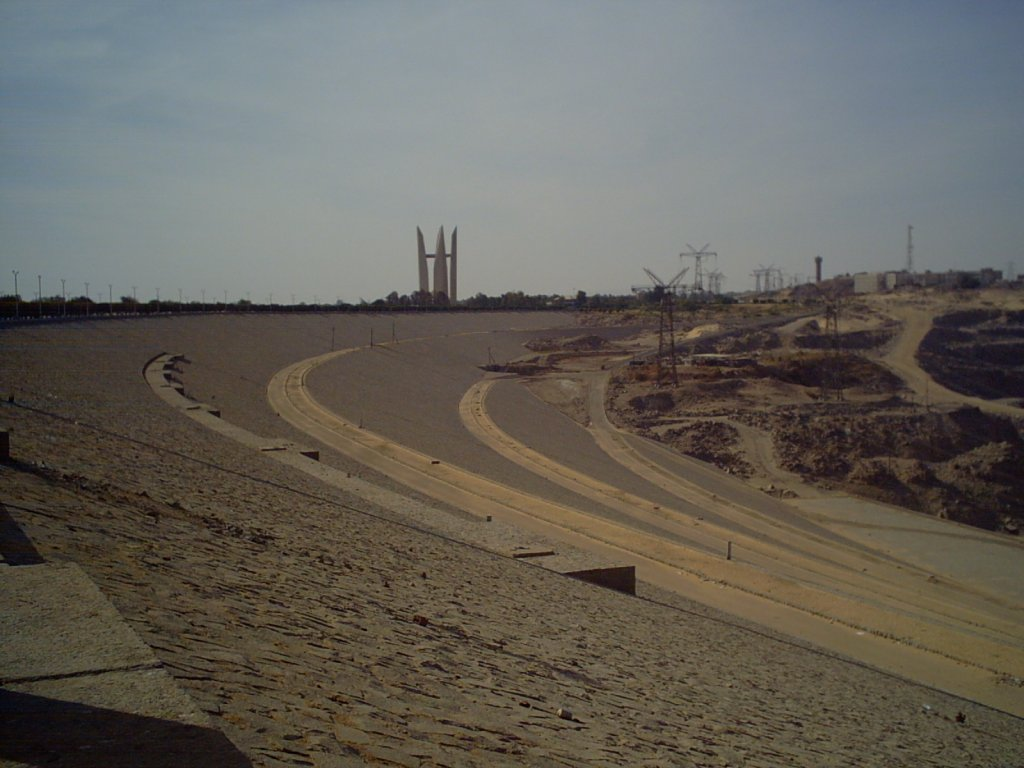
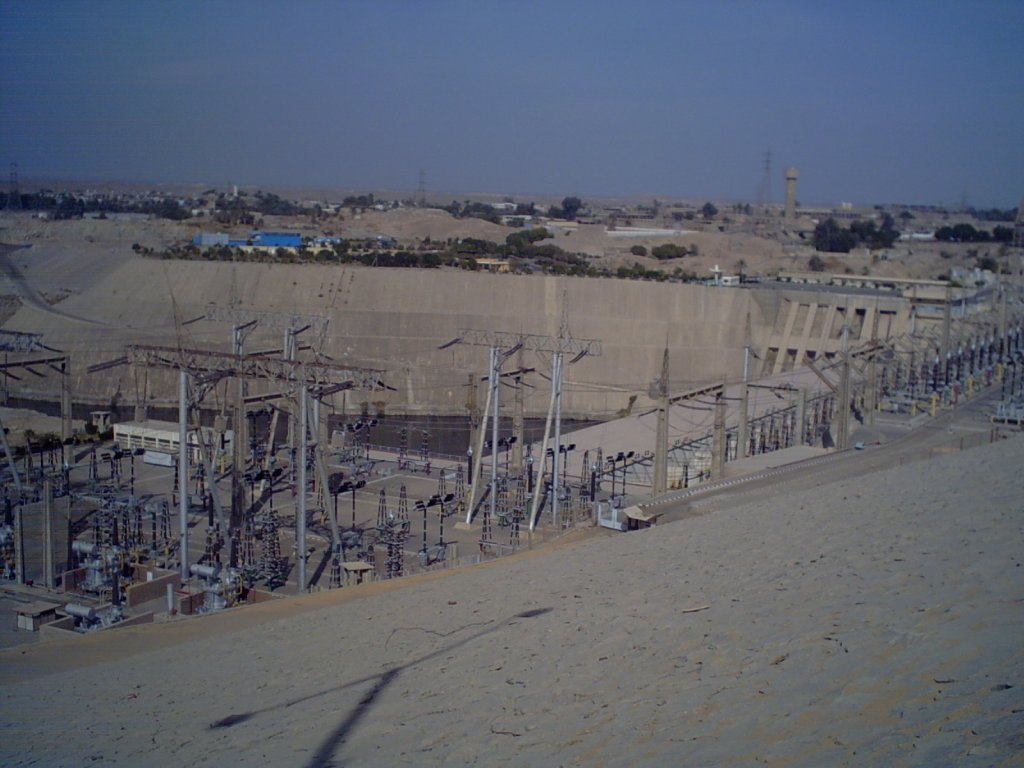
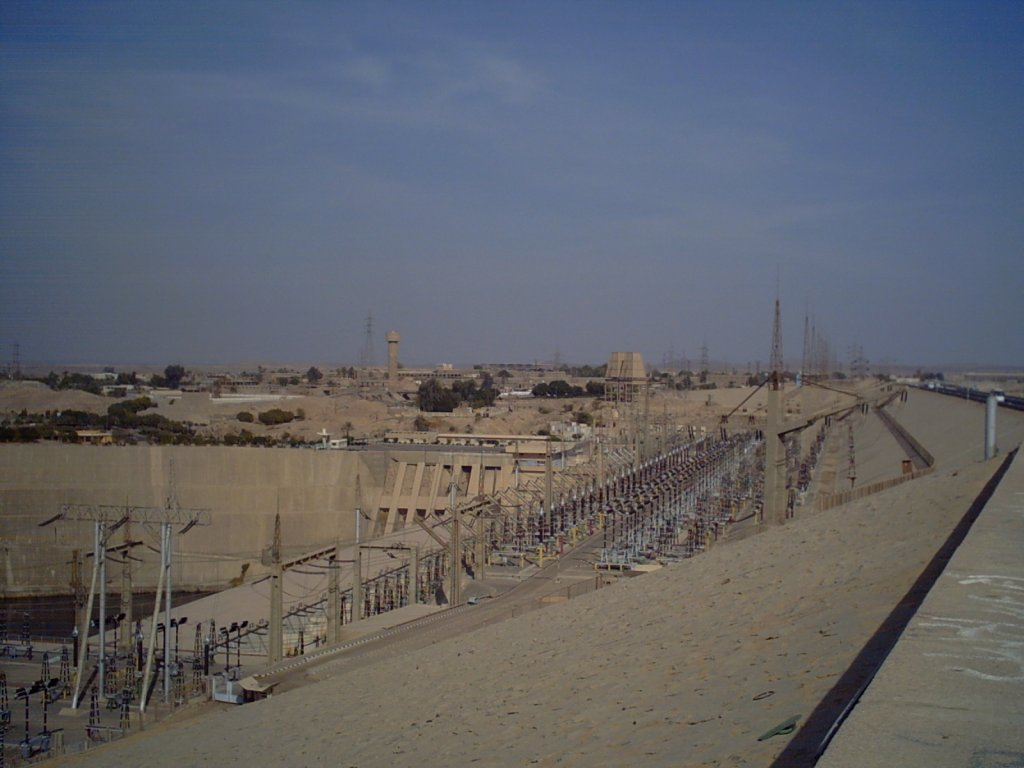
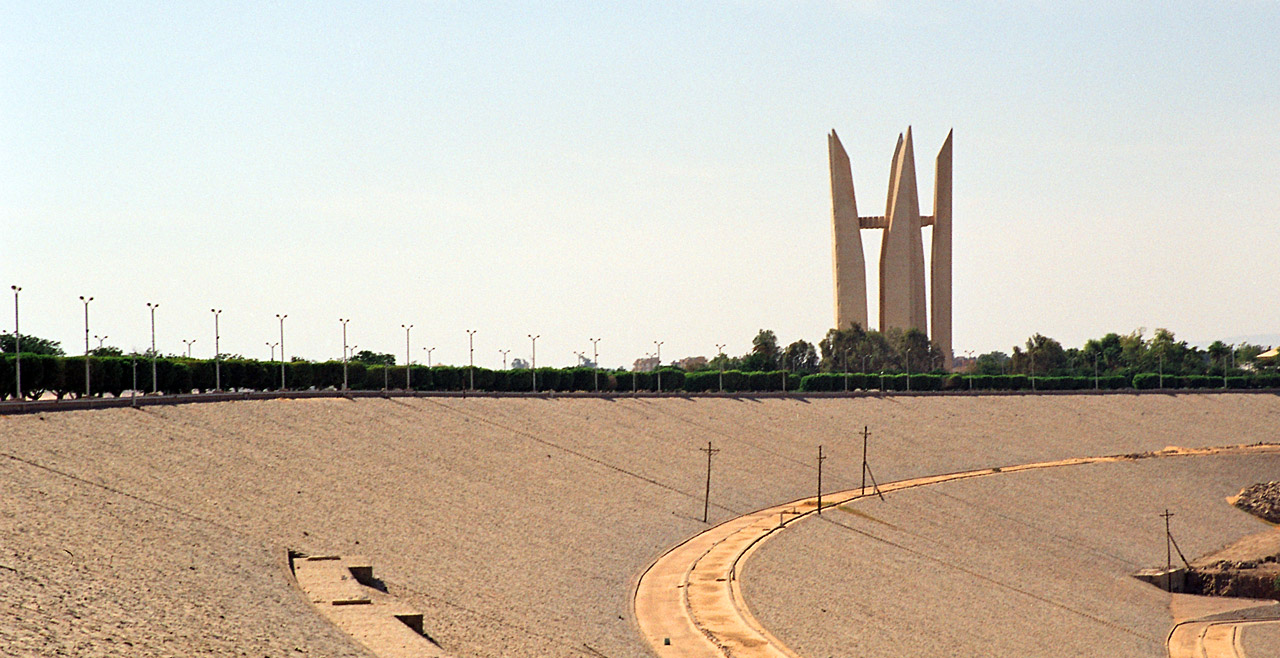
Vue de la tour fleur de Lotus construite pour marquer l'amitié avec l'Union soviétique.
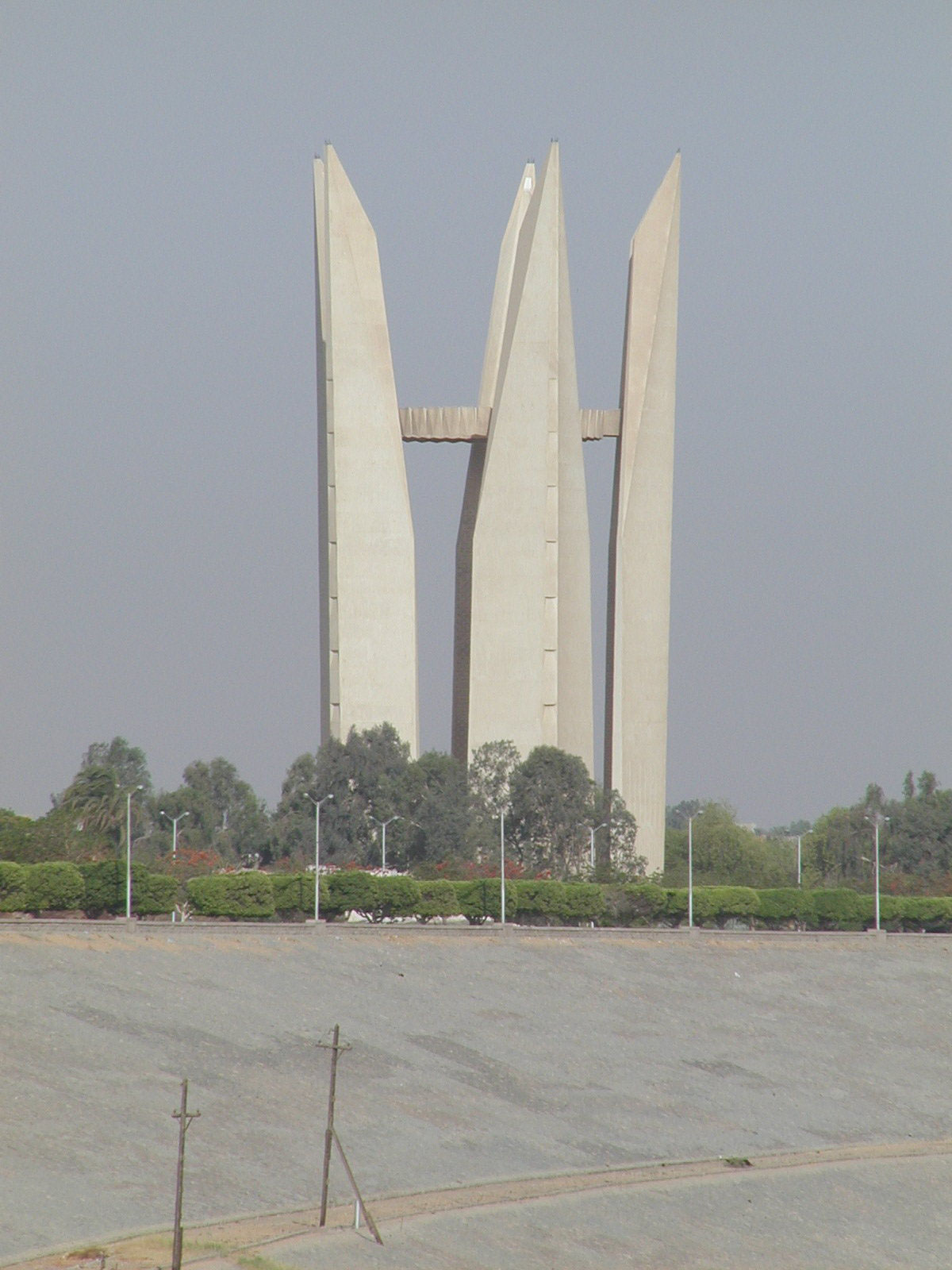
Autre vue du monument.
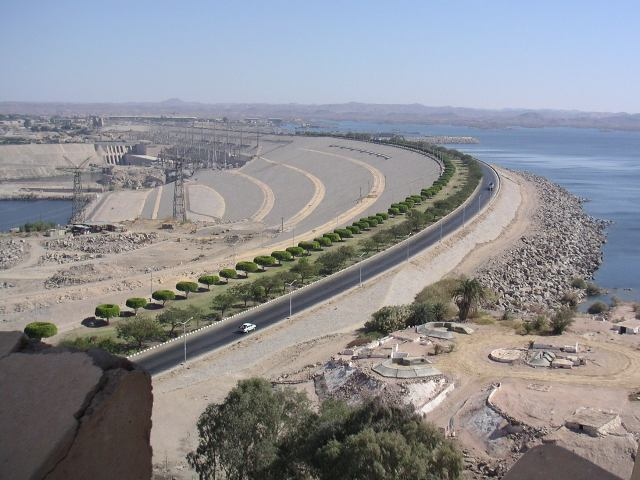
Vue panoramique du barrage prise depuis le monument précédent.
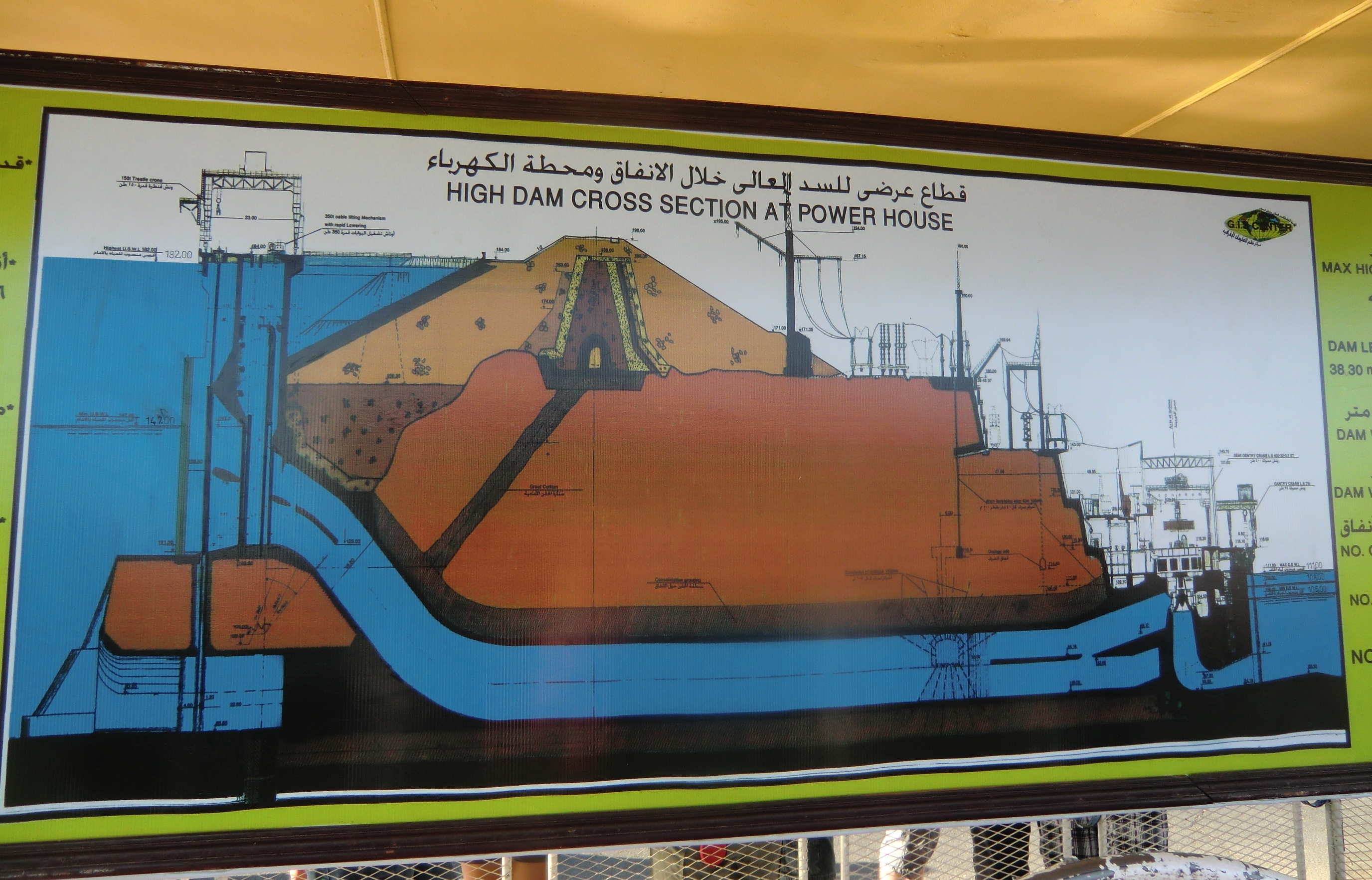
Schéma explicatif.